# Choc (magazine)
Pour les articles homonymes, voir Choc.

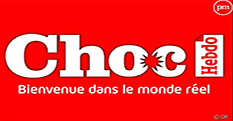
Logo Choc Hebdo

Choc est un magazine français lancé le 17 juin 2004 selon une périodicité bimensuelle par le groupe Hachette Filipacchi Médias (HFM). Pour son éditeur, il s'agit d'un « picture jeune » proposant un « décryptage moderne, éclectique de l'actualité par l'image ». Mais, de par la nature souvent choquante de ses photos, il est considéré par une partie des médias comme « le magazine le plus trash de la presse française ». Cependant, un virage éditorial est amorcé début mars 2007 pour transformer le titre en magazine d'actualité destiné au moins de 35 ans.

## Ligne éditoriale
Choc a été créé par Gérard Ponson, journaliste et éditeur qui a supervisé les magazines Entrevue, Maximal et Guts du groupe Hachette Filipacchi Médias. Comme pour ces titres, il s'est inspiré de différents exemples dans la presse "anglo-saxonne" pour élaborer le concept, reprenant à son compte certaines caractéristiques de la presse people, de la presse masculine et de la presse tabloïde pour laisser à la photographie une place prédominante.
Le magazine contient en effet peu de véritables sujets développés. Il est composé d'une succession de photos publiées en grand format en double page, accompagnées de quelques lignes de texte et d'une titraille accrocheuse.
Le choix de la photographie prime donc sur l'angle des sujets dans l'élaboration du magazine. On constate toutefois des constantes dans les thèmes abordés : les faits divers (assassinats, accidents de la route...), les conflits armés, les images insolites humoristiques ou sanguinolentes et les frasques des célébrités. Certaines images particulièrement morbides peuvent se rapprocher du phénomène des snuff movies.
Provenant essentiellement d'agences de photo, les photographies publiées dans Choc sont généralement considérées par la plupart des médias français comme trop choquantes et pas assez révélatrices d'une actualité pour être diffusées.
Le partenariat établi entre Choc et le festival Visa pour l'image de Perpignan du 2 au 17 septembre 2006 a provoqué la colère de certains photographes. Dans la mesure où le magazine commande rarement des sujets à des photo-reporters et privilégie la forme au fond, le titre de « magazine de photojournalisme » lui est contesté par le milieu de la photographie.
Depuis la sortie du premier numéro, en juin 2004, certains médias français ont qualifié le magazine de « trash », l'hebdomadaire Marianne le décrivant comme « un bizarre bric-à-brac », de la « télé sur papier », un « journal pour ceux qui ne savent pas lire ».
En mai 2009, le magazine a été interdit à la vente sur décision de Justice à la suite de la photo, en couverture, d'Ilan Halimi bâillonné, pistolet sur la tempe, avant son exécution par le « Gang des Barbares ». Ce type d'interdiction est extrêmement rare en France. Elle a été demandée par la famille d'Ilan.
Aux États-Unis, Shock, la version américaine du magazine lancée par HFM U.S. en mai 2006, a provoqué un scandale avec la publication de photos non autorisées de la guerre en Irak. Michael Yon, ancien béret vert et auteur des prises de vue, a lancé une campagne pour boycotter tous les titres de la filiale américaine de HFM.
La société, la SCPE, qui détient le magazine Choc est en redressement judiciaire le 15 septembre 2009 avant d'être liquidée en 2012,.

## Diffusion
Par son aspect inédit, mais aussi grâce à un gros investissement en publicité et en distribution, Choc a rapidement conquis un large lectorat essentiellement jeune.
En 2004, l'Association pour la promotion de la presse magazine (AEPM) créditait le magazine de plus de 5 millions de lecteurs, majoritairement âgés de moins de 30 ans (48 % de 15-24 ans), avec une diffusion France payée de 382 219 exemplaires selon l'Office de justification de la diffusion).
Toutefois, selon l'OJD, le magazine a depuis enregistré une baisse de ses ventes, passant de 337 200 exemplaires en moyenne par numéro en 2005 (diffusion France payée) à 260 119 pour la période 2005-2006.

## Choc Hebdo sur Second Life
En 2007, à l'occasion du passage du magazine en hebdomadaire, Choc s'est implanté sur Second Life. Dans des bâtiments modernes, on peut y trouver dancefloor, bar, exposition de photos Choc, stand de distributions d’objets cadeaux, saut en parachute…. Sur cette implantation, l'affichage a bénéficié de l'expertise de Webia, le premier réseau d'affichage structuré sur Second Life. Les utilisateurs peuvent, sur l'implantation Choc Hebdo, actualiser le contenu eux-mêmes (photos, textes) et voter pour les meilleures photos et vidéos.

### Sources
- « Le logiciel Ponson », article paru dans Le Nouvel Économiste le 4 mai 2006.
- « Le trophée du journal pour ceux qui ne savent pas lire », article de Philippe Cohen et Élisabeth Lévy paru dans Marianne le 17 septembre 2005.
- « Le Choc des photos, le poids des maux », article de Marc Baudriller et Amaury de Rochegonde paru dans Stratégies le 1er juillet 2004.
- « Hachette Filipacchi Médias ose Choc », article paru dans Stratégies le 17 juin 2004.
- « Choc au festival Visa pour l'image », article de Claire Guillot et Pascale Santi paru dans Le Monde daté du 6 septembre 2006.
- « Visa pour la respectabilité », article Delphine Le Goff paru dans Stratégies le 14 septembre 2006.